# Дофин-Айленд (аэропорт)
Аэропорт Дофин-Айленд (англ. Dauphin Island Airport), (FAA LID: 4R9) — гражданский аэропорт, расположенный в северо-западной части центрального района города Дофин-Айленд (округ Мобил, Алабама, США). Аэропорт находится в собственности округа Мобил.

## Операционная деятельность
Аэропорт Дофин-Айленд занимает площадь в 9 гектар, расположен на высоте двух метров над уровнем моря и эксплуатирует одну взлётно-посадочную полосу:
- 12/30 размерами 914 x 24 метров с асфальтовым покрытием.

Взлётно-посадочная полоса аэропорта рассчитана на приём однодвигательных и лёгких двухдвигательных самолётов.
За период с 8 апреля 2009 года по 8 апреля 2010 года аэропорт Дофин-Айленд обработал 3650 операций взлётов и посадок самолётов (в среднем 10 операций ежедневно), все рейсы в указанном периоде пришлись на авиацию общего назначения.